# Duburg-Kaserne
Die Duburg-Kaserne war eine militärische Einrichtung in Flensburg von 1877 bis 1945. Der Komplex wurde nach ziviler Nutzung Ende der 1980er abgebrochen. Ihr Name bezog sich auf die gleichnamige ehemalige Flensburger Burg.

## Geschichte
Durch den Zugewinn Nordschleswigs zum Deutschen Reich im Jahre 1864, war eine militärische Ausweitung des preußischen Militärs nach Norden notwendig geworden. Im Jahre 1869 wurde das Gelände unweit der ehemaligen Duburg durch die Stadt Flensburg erworben und ein Kasernengebäude nach Plänen den Garnison-Bauinspektor Bolte in den Jahren 1876/77 errichtet. Nach Fertigstellung wurde die Kaserne vom Füsilier-Regiment „Königin“ (Schleswig-Holsteinisches) Nr. 86 bezogen. Die Einheit war in Zeitz aufgestellt worden und hatte bereits im Deutsch-Französischen Krieg teilgenommen. Das Regiment war auf die Kasernen Schloss Sonderburg (später zusätzlich auch in der: Sønderborg Kaserne), Duburg und die Junkerhohlweg-Kaserne verteilt. Ab 1890 war Kaiserin Auguste Victoria Regimentschefin und somit erhielt die Einheit ihren Beinamen Königin. Der Nord- und Südflügel wurde 1914 nochmals aufgestockt. Im 19. Jahrhundert oder erst zu Beginn des 20. Jahrhunderts wurde im Übrigen das Dienstwohngebäude des Divisionskommandos an der Hafenspitze errichtet, bei dem offenbar ein militärischer Zusammenhang zur Duburg-Kaserne bestand. (Das Füsilier-Regiment Nr. 86, gehörte 1914 zur 18. Division).
Nach dem Ersten Weltkrieg wurde die Tradition der 86er und die Unterkünfte vom III. Bataillon des 6. Infanterie-Regiment der Reichswehr übernommen. Zwischenzeitlich wurde sie 1920 von französischen und britischen Besatzungstruppen genutzt. Zur Erinnerung an die Gefallenen des Regimentes 86 ließ man 1920 ein Denkmal in der St.-Marien-Kirche (aufgrund kirchlichem Druck 1967 entfernt) und 1926 das Denkmal Auf der Wacht auf dem Burgplatz aufstellen. Das Auf der Wacht-Denkmal wurde im Jahre 1974 im Zuge einer Umgestaltung des Burgplatzes auf den Innenhof der Kaserne verlegt. Während der 1920er Jahre nutzte der PSV Flensburg den Kasernenhof als Sportplatz.
Nach der Umbenennung der Reichswehr in Wehrmacht wurde ab 1936 die Kaserne vom Infanterie-Regiment 26 belegt, das im Zweiten Weltkrieg am Polen-, Frankreich und Russland-Feldzug teilnahm und 1942 als Füsilier-Regiment 26 in der Kurlandschlacht zerrieben wurde. Die Tradition übernahm später das Jägerbataillon 511 der Bundeswehr in der Briesen-Kaserne. Nach dessen Auflösung 1997 übernahm dies der Verein Flensburger Jäger. Während des Krieges nutzte man die Kaserne als Militärgefängnis und belegte sie mit dem Infanterie Ersatz Bataillon 209 und der Artillerie Ersatz Abteilung 58. Ein weiteres Gebäude in Stil der 1930er wurde dazu errichtet, das später von der Standortverwaltung als Lager genutzt wurde.
Anfang März 1945 wurde in der Kaserne ein Reservelazarett mit angeschlossener Apotheke eingerichtet, in dem nur Angehörige der Allgemeinen SS versorgt wurden. Viele der Patienten wurden noch vor der Kapitulation aus dem Lazarett entlassen. Zurück blieben die schwer Verwundeten. Mit dem Kriegsende wurde das SS-Reservelazarett unter Bewachung britischer und deutscher Wachposten gestellt. Die Alliierten achteten darauf welche SS-Männer in Freiheit entlassen werden konnten und welche nicht.
Ab Ende des Zweiten Weltkrieges wurden zudem in der Kaserne Flüchtlinge untergebracht. Im Juli 1946 wurde das Lazarett schließlich aufgelöst. In die frei werdenden Räumlichkeiten zogen ebenfalls Flüchtlinge ein.
Nach Gründung der Bundesrepublik nutzte das Technische Hilfswerk (THW) von 1952 bis 1990 einen Teil für den Ortsverband und die Geschäftsstelle Flensburg. In anderen Gebäuden wurden Wohnungen und eine Tanzschule eingerichtet. Der Westteil der Kaserne war bereits nach dem Krieg gewichen.
Im Jahre 1988 wurde beschlossen die Kaserne abzubrechen und den Platz für ein neues Arbeitsamt zu nutzen, das bis 1994 in einer Büroarchitektur der 1950er an der Bahnhofsstraße/Munketoft untergebracht war. Das Denkmal Auf der Wacht wurde eingelagert, aber verschwand dann spurlos. Gedenkfindlinge der Einheiten aus der Duburg-Kaserne fanden letztlich ihren Platz auf den Soldatenfriedhof auf dem Friedenshügel. Aktive Kasernen existieren in Flensburg heute nur noch beim Stützpunkt Flensburg-Mürwik. In den Jahren 1989/1990 wurde die Duburg-Kaserne letztlich abgerissen.

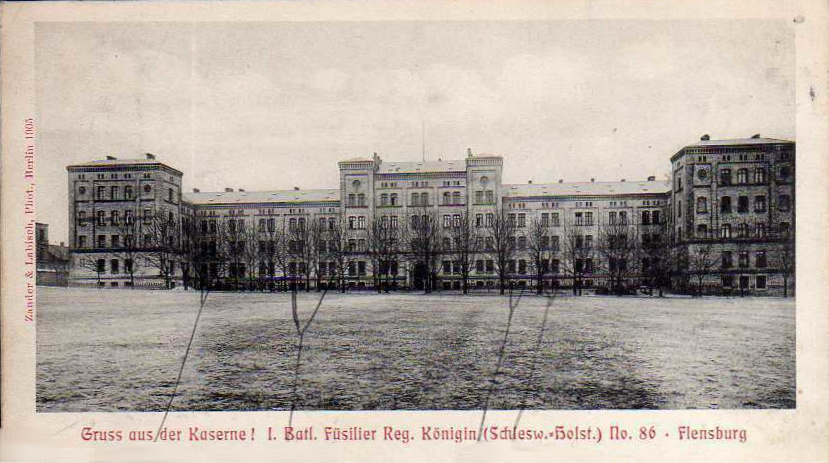
Kasernengebäude um 1900
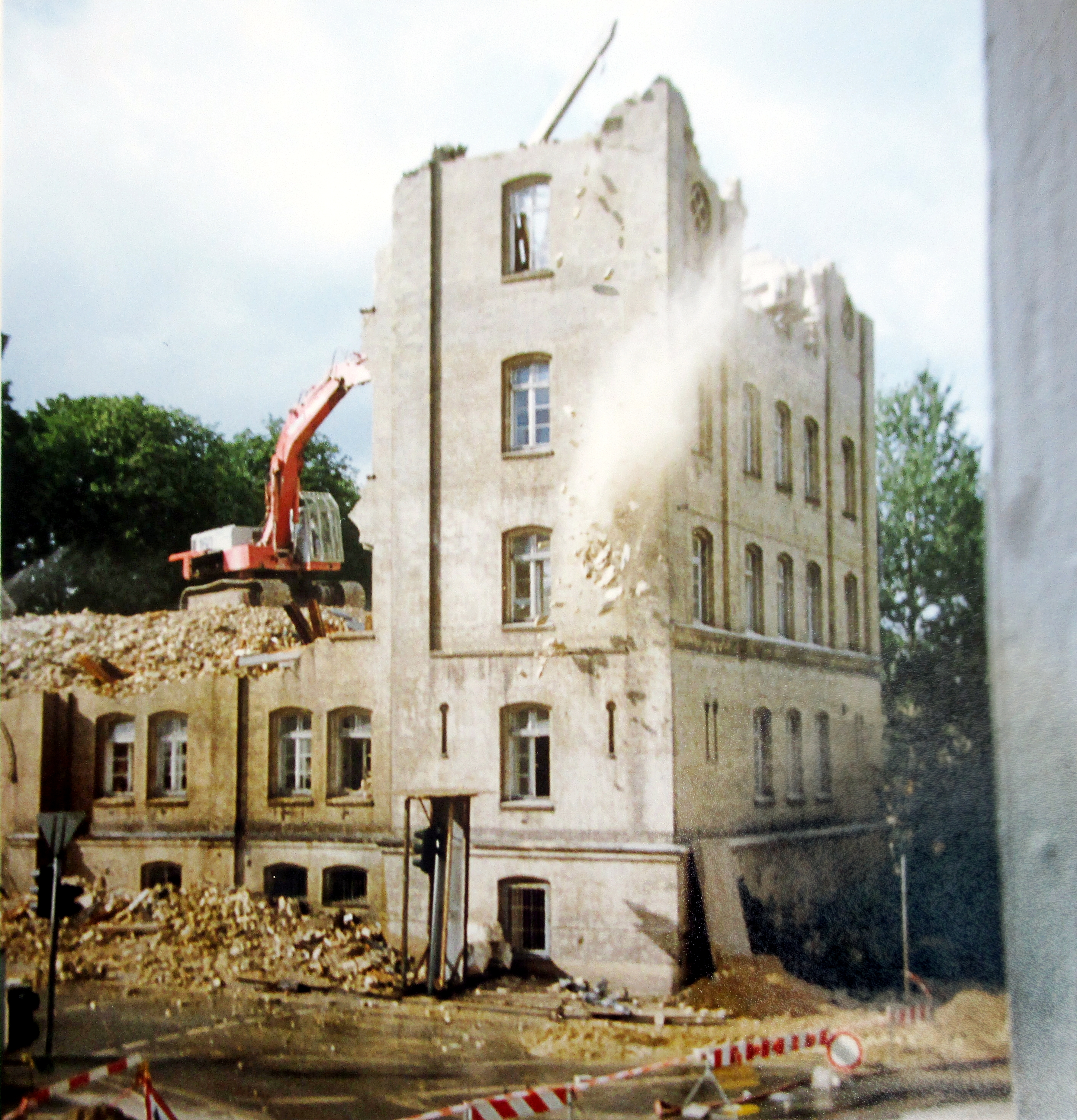
Abriss 1989/1990
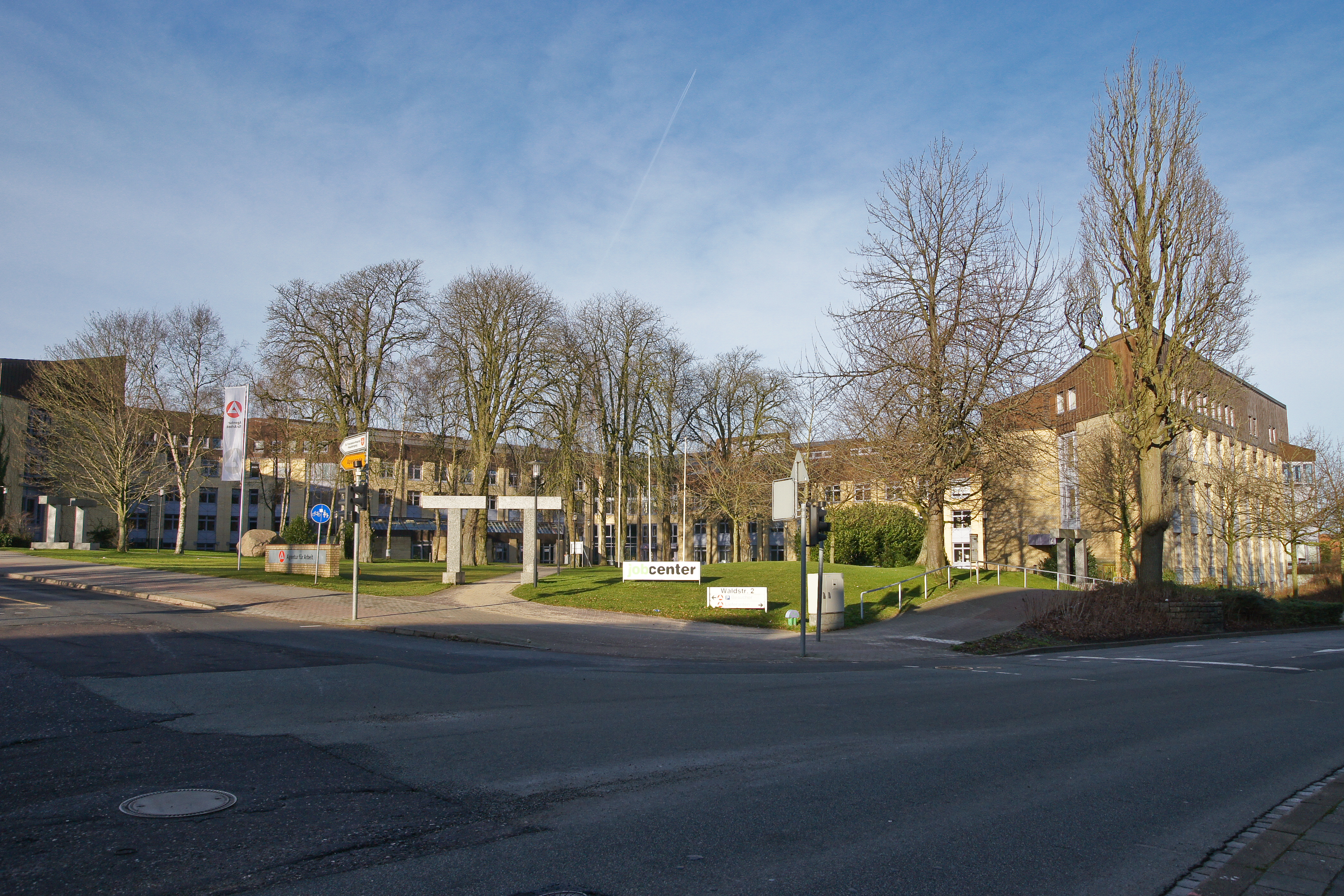
Arbeitsamt auf dem Gelände heute
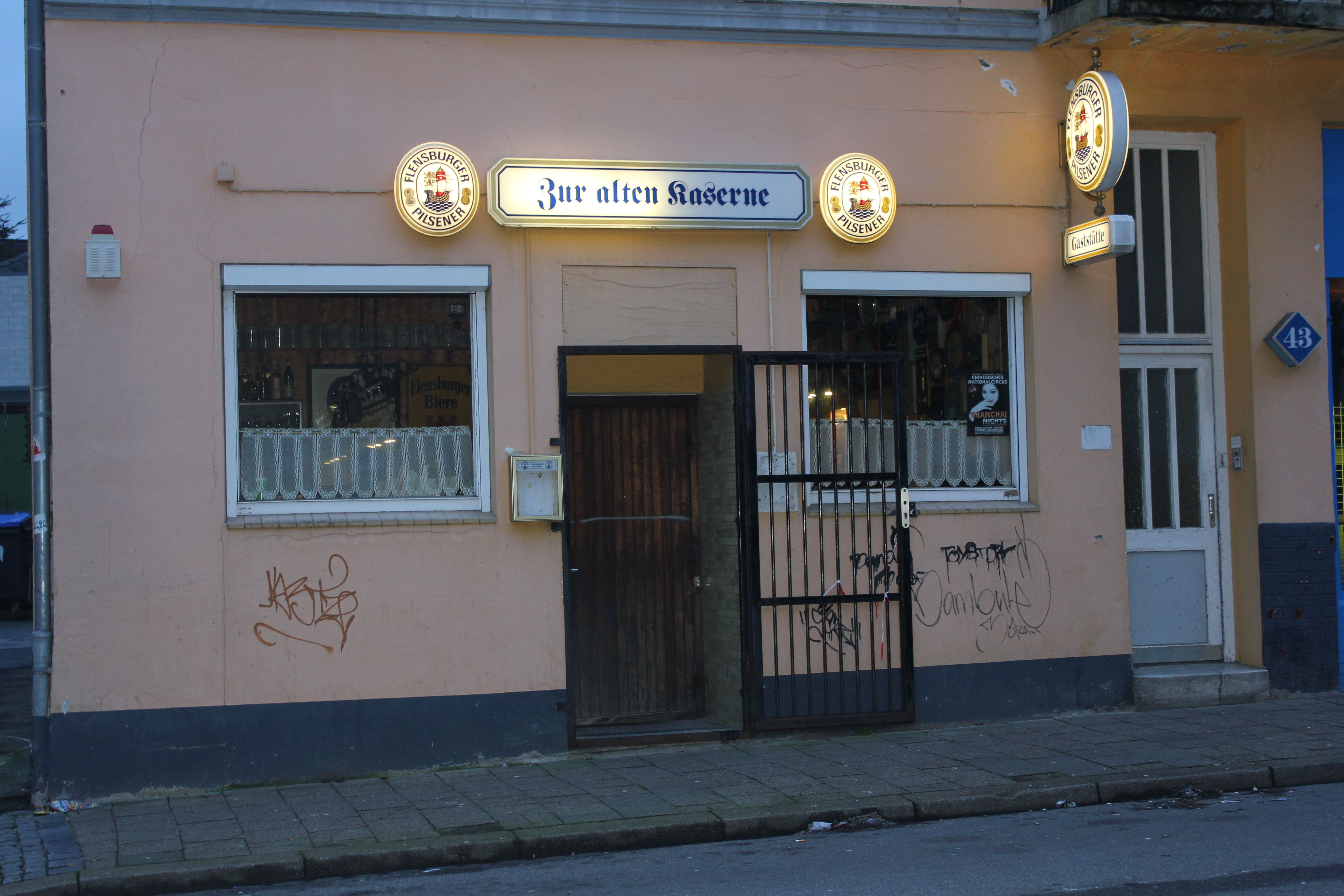
Bis 2015 erinnerte noch die Kneipe Zur alten Kaserne an die Duburg-Kaserne.
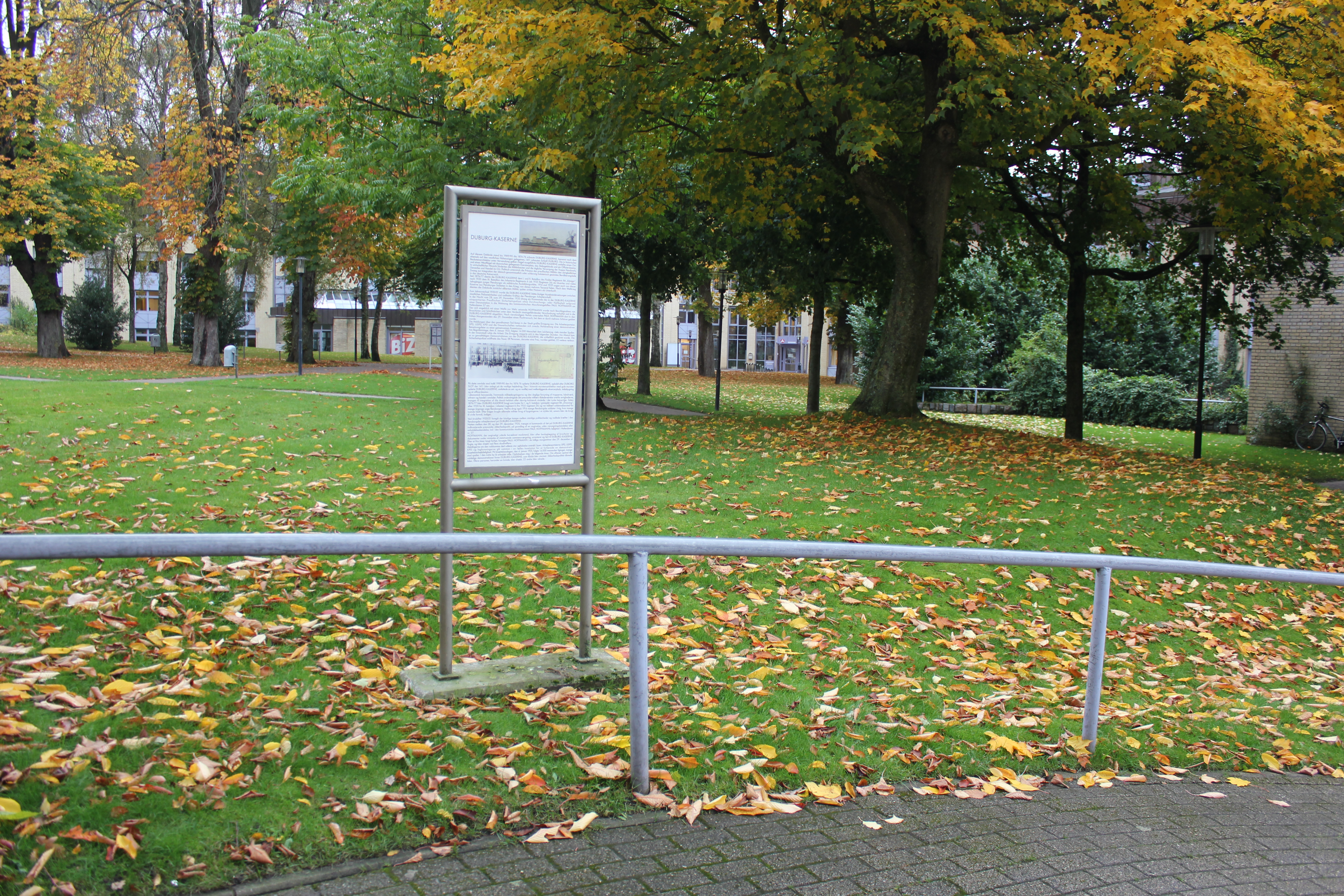
Informationstafel beim Arbeitsamt zur Erinnerung an die Duburg-Kaserne